# Marcel Haegelen
Marcel Émile Haegelen (13. září 1896, Belfort – 24. května 1950, Paříž Val-de-Grâce) byl 11. nejúspěšnějším francouzským stíhacím pilotem první světové války s celkem 22 uznanými a 3 pravděpodobnými sestřely.
Byl 12. nejúspěšnějším specialistou na sestřelování balónů ze všech letců první světové války – z jeho 22 sestřelů bylo 12 balónů.
Skoro všech svých sestřelů dosáhl v posledním roce války v řadách escadrille SPA.100.
Během války získal mimo jiné tato vyznamenání: Médaille militaire, Légion d'honneur a Croix de Guerre.